# Rissoles
Les rissoles sont des pâtisseries fourrées d'origine française dont plusieurs pays possèdent des variantes. Parmi les versions de la rissole qu'on trouve ailleurs qu'en France, certaines ressemblent davantage à une croquette panée et frite.

## Étymologie
Le mot « rissole » vient du latin russeolus (« rougeâtre »), ancien français rois(s)ole via le français « rissoler ».

## Par régions

### Australie
Les rissoles sont généralement de la viande hachée enrobée de chapelure. On retrouve une recette similaire en Nouvelle-Zélande, où elles sont garnies parfois d'oignon jaune émincé, et où on les fait parfois cuire au barbecue.

### France

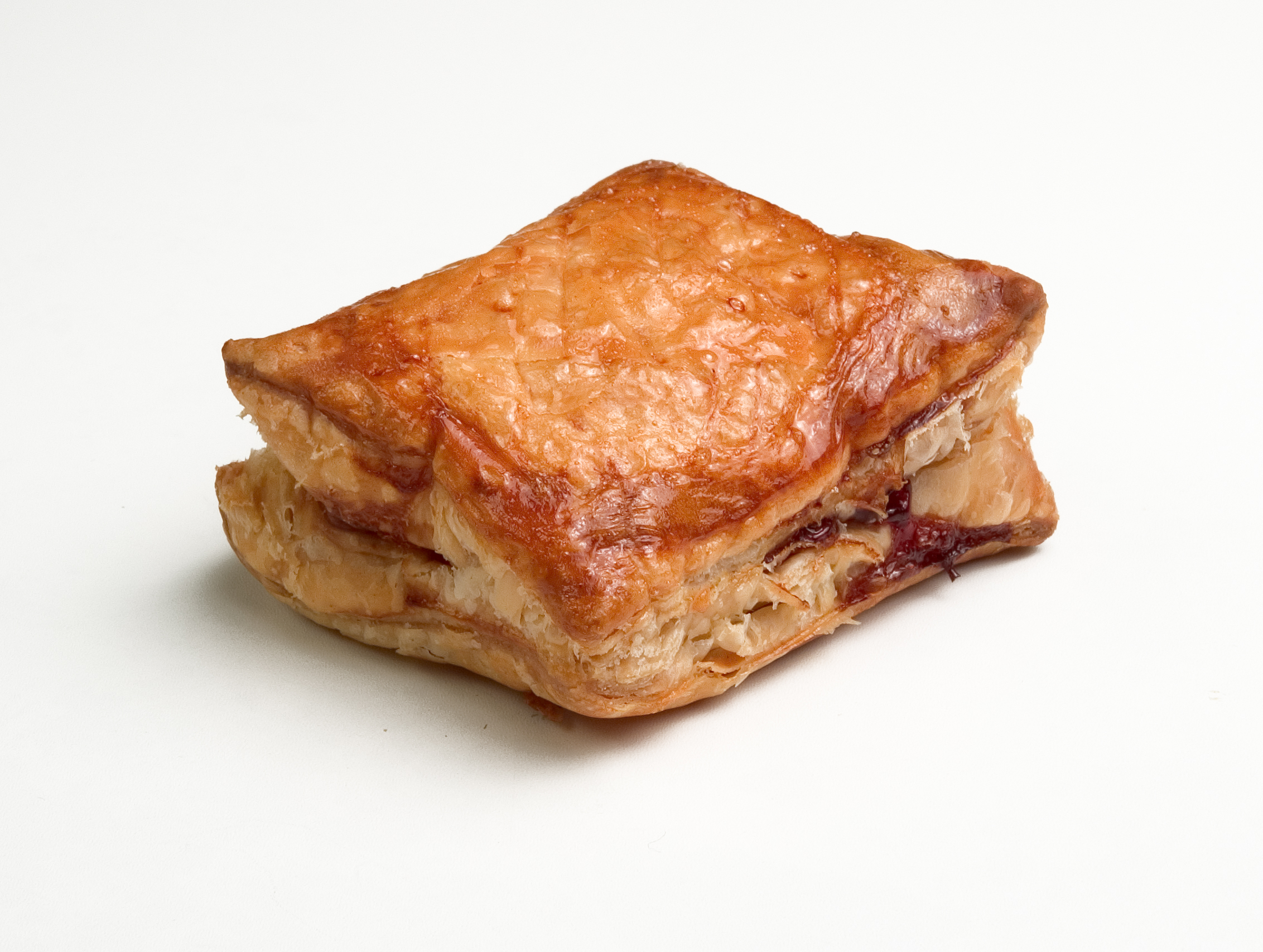
Rzules (rissoles) à la poire Blesson ; pâtisserie savoyarde à base de compote de poires Blesson (variété ancienne savoyarde).

Dans beaucoup de régions, les rissoles sont une élaboration culinaire très ancienne datant au moins du Moyen Âge. En Picardie, les rissoles de Coucy contiennent un hachis de viandes de porc et de veau, assaisonné d'oignons ainsi que d'herbes aromatiques. On consomme des rissoles fourrées de pruneaux dans le Massif central, notamment dans l'Aveyron.
À Grenoble, les rissoles dauphinoises, en forme de demi-lune, sont en général à la viande (jambon, poitrine salée, poulet, veau), et vendues en boucherie-charcuterie. En revanche, dans les Hautes-Alpes, elles sont à la pomme de terre et au chou.
En Auvergne, les rissoles de Saint-Flour sont fourrées avec une préparation à base de cantal entre-deux et de fromage blanc.
Les rzules (aussi appelées rjeûles ou rjoules) élaborées en Savoie sont aussi un type, quoique plus éloigné, de rissoles ressemblant fortement à un chausson de pâte feuilletée de petite taille aux poires. On en fait plus souvent à la fin de l'automne avec des « poires à rissoles », telles que les poires Blesson ou Marlioz. Ces poires ont la particularité d'être très dures et de ne pouvoir être mangées que cuites, et leur chair rougit à la cuisson. On en fait une farce agrémentée de diverses épices et de sucre. La pâte est souvent dorée à l'œuf. On peut ajouter du sucre glace après cuisson sur la rissole. Une variante possible de ce plat est de remplacer les poires par des coings. Le nom rzules vient directement du savoyard rzula (et de rjeûla pour l’appellation rjeûle).

### Indonésie
Les rissoles sont un en-cas très apprécié. Elles sont en forme de rouleaux, et sont de fines crêpes panées frites et fourrées aux légumes, poulet et béchamel, et mangées avec du piment, voire de la sauce pimentée ou de la mayonnaise.

### Irlande
Les rissoles, fourrées à la purée de pommes de terre agrémentée de diverses herbes et épices, sont généralement frites dans l'huile et servies avec des frites et/ou du poulet, ou des saucisses roulées dans de la pâte feuilletée.

### Portugal et Brésil
Les rissóis (rissol au singulier) sont généralement fourrées à la morue, à la viande hachée, à la crevette ou, plus rarement, au poulet ou à un mélange de fromage et de jambon. Ces dernières versions sont néanmoins plus populaires au Brésil, tout comme celle au maïs. Elles y sont connues sous le nom de rissoles.

### Royaume-Uni
Les rissoles sont à la viande hachée (souvent du corned-beef) mélangée avec des patates et parfois de l'oignon. Le plus souvent frites et enrobées de chapelure, elles sont généralement servies avec des frites. Dans le Yorkshire, on trouve aussi des rissoles au poisson et à la pomme de terre.

### Suisse
Dans la région genevoise, on prépare des rissoles (anciennement aussi risole ou rezole) semblables à celles de Savoie. On prépare la farce à l'avance en faisant cuire des poires à rissoles avec du sucre, des épices, de l'écorce de citron et d'oranges confites ou des raisins. On peut ajouter du vin rouge ou un peu de liqueur. La pâte demi feuilletée ou brisée est abaissée et découpée en bandes et taillée à la roulette ou en cercles et fermées en appuyant sur les bords avec une fourchette. Elles sont cuites au four ou à la poêle. On peut varier la farce.